# Рязаново (Нижньогородська область)
Рязаново (рос. Рязаново) — присілок в Ветлузькому районі Нижньогородської області Російської Федерації.
Населення становить 28 осіб. Входить до складу муніципального утворення Мошкинська сільрада.

## Історія
Від 2009 року входить до складу муніципального утворення Мошкинська сільрада.

## Населення
| 1897 | 1907 | 1916 | 1999 | 2002 | 2010 |
| ---- | ---- | ---- | ---- | ---- | ---- |
| 190  | ↗238 | ↗239 | ↘57  | ↘46  | ↘28  |